# 地震動の擦痕

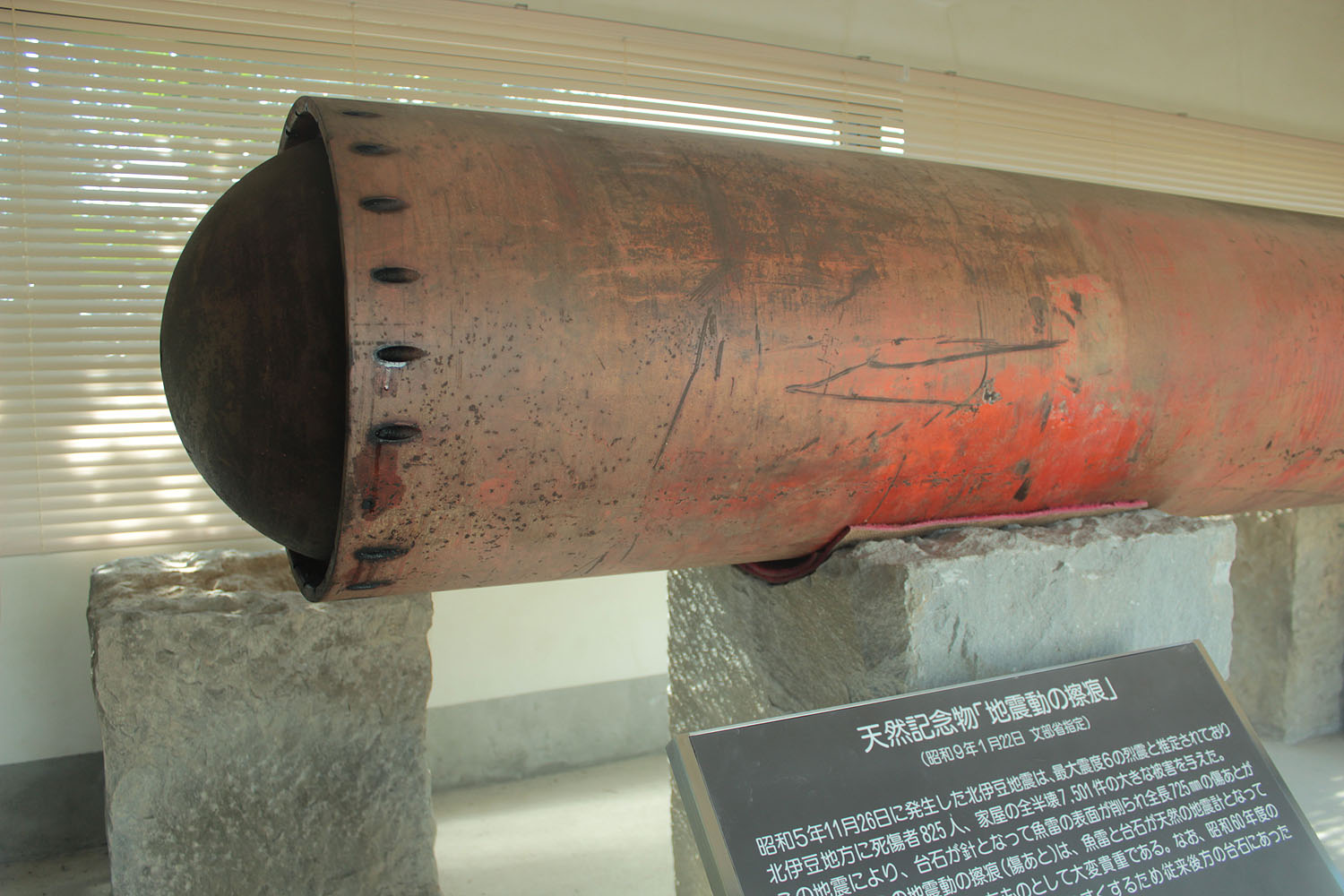
魚雷に刻まれた地震動の擦痕

地震動の擦痕（じしんどうのさっこん）は、静岡県伊豆の国市南江間にある魚雷に付いた摩擦痕。国指定の天然記念物。

## 解説

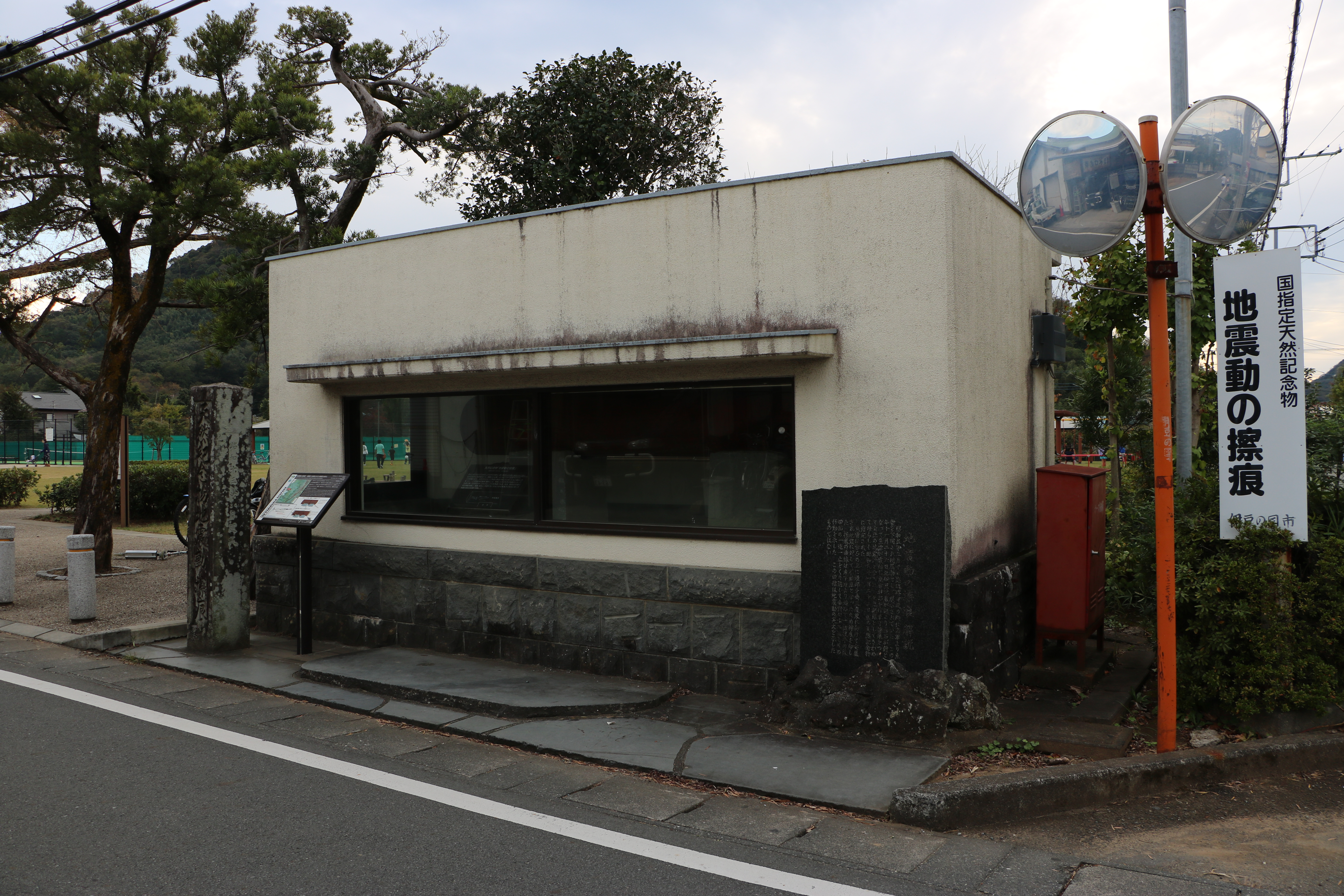
旧江間小学校北東の角に展示されている。

1930年（昭和5年）3月10日、旧・田方郡江間村江間尋常小学校（現:伊豆の国市立長岡北小学校）の校庭に忠魂碑が建立された際、海軍省より譲り受けた魚雷（長さ約5メートル）が忠魂碑の付属物として展示された。
同年の11月26日に発生したマグニチュード7.3の北伊豆地震により、魚雷を載せていた台座の突起物により魚雷腹部に曲線状の傷がついた。魚雷自体は重量が大きかったため地震による動きは乏しかったが、台座のほうは軽く不安定であったため、地震による激しい揺れによって、台座から突き出ていた突起物が地震計の針の役割をした結果、天然の地震グラフ曲線ができた。傷の長さは全長725mmに及ぶ。
4年後の1934年（昭和9年）1月22日、この傷のついた魚雷そのものが国の天然記念物に指定された。2013年（平成25年）に、神奈川県茅ヶ崎市にある旧相模川橋脚が指定される（液状化現象を対象とした指定）まで、日本に数ある国指定の天然記念物の中で、自然物でないのはこれだけであった。伊豆の国市南江間の旧江間小学校跡地の一角に展示されている。